# Falangi Czarnego Porządku
Falangi Czarnego Porządku (fr. Les Phalanges de l'Ordre Noir) – francuski komiks autorstwa scenarzysty Pierre'a Christina i rysownika Enkiego Bilala, opublikowany pierwotnie w 1979 w czasopiśmie "Pilote', a następnie w tym samym roku w formie indywidualnego albumu nakładem wydawnictwa Dargaud. Po polsku komiks ukazał się w 2003 nakładem wydawnictwa Egmont Polska.

## Fabuła
Akcja komiksu rozgrywa się w drugiej połowie lat 70. XX w. w Europie Zachodniej i przedstawia fikcyjną "reaktywację" hiszpańskiej wojny domowej toczoną między faszystowską organizacją Falangi Czarnego Porządku, złożoną z weteranów wojsk generała Francisco Franco, a kilkunastoosobową grupą dawnych bojowników brygad międzynarodowych. Postacie bojowników obu stron w komiksie są zmyślone.
Małe miasteczko Nieves w hiszpańskiej Aragonii zostaje w zimowy wieczór najechane przez uzbrojoną grupę paramilitarną, która morduje wszystkich 72 mieszkańców. Do zbrodni przyznaje się organizacja o nazwie Falangi Czarnego Porządku. Ludność miasteczka w okresie hiszpańskiej wojny domowej 1936–1939 była znana z sympatii do strony republikańskiej. Londyński dziennikarz Jefferson B. Pritchard, weteran Brygad Międzynarodowych, który brał udział w walkach o Nieves, kontaktuje się z dawnymi towarzyszami broni, zorientowawszy się, że Falangi Czarnego Porządku składają się z ich byłych wrogów którzy walczyli dokładnie po drugiej stronie. Reaktywowana "Brygada Międzynarodowa" składa się oprócz Pritcharda z następujących osób: Christiana Avidsena, obecnie ministra w socjaldemokratycznym rządzie Danii; Paula-Marie Barsaca, emerytowanego oficera armii francuskiej; Felipa Castejona, katalońskiego księdza; Donahue, obecnie szefa związku zawodowego rzeźników w USA; Ephraima Katza, oficera służb specjalnych Izraela; Hansa Kesslera, lewicującego profesora filozofii na jednym z niemieckich uniwersytetów; Gian Carla di Manno, włoskiego sędziego; Pavela Stransky'ego, Czecha, byłego komunisty, obecnie dysydenta na emigracji; Marii Wiśniewskiej, polskiej pisarki; Atadella, bliżej nie scharakteryzowanego. Przeciwnikami są weterani faszystowskich oddziałów generała Franco: Miguel Valino (Hiszpan), Ettore Pisciotta (Włoch), Javier (Hiszpan), Joaquin de Vallellano (Hiszpan), Colpin (Francuz), Kuyper (Belg) oraz kilka postaci anonimowych. Grupa weteranów republikańskich, wykorzystując stare kontakty polityczne, rozpoczyna pościg za Falangami przez Pireneje, Barcelonę, Palermo, Rzym, Szwajcarię, Niemcy, Holandię i Francję. Początkowa wola walki i chęć pomszczenia pomordowanych mieszkańców Nieves ustępują wątpliwościom, dyskusjom, zniechęceniu. Na drugim planie przewijają się młodzi aktywiści lewaccy z RFN i zwalczający ich neonaziści, generalnie jednak weterani Brygad zauważają, że Europa końca lat 70. żyje zupełnie innymi wartościami i pojęciami niż oni i ich znienawidzeni przeciwnicy, będący ich lustrzanym odbiciem. W Europie dominuje konsumpcja, hedonizm i obojętność wobec idei politycznych, ruchy polityczne zarówno skrajnej prawicy, jak i skrajnej lewicy, są postrzegane jako niebezpieczne grupki ekstremistów, nie budzą masowego odzewu w społeczeństwach. Część uczestników kampanii wycofuje się. Pozostali kontynuują pościg za Falangami, aż do krwawej rozprawy zbrojnej w odludnej posiadłości wiejskiej we Francji. Giną wszyscy falangiści oraz wszyscy dawni bojownicy Brygad którzy wytrwali w pościgu, z wyjątkiem Pritcharda, który jako jedyny ocalały spisuje pamiętniki na odludnej szkockiej wyspie.